# Districts du canton du Tessin

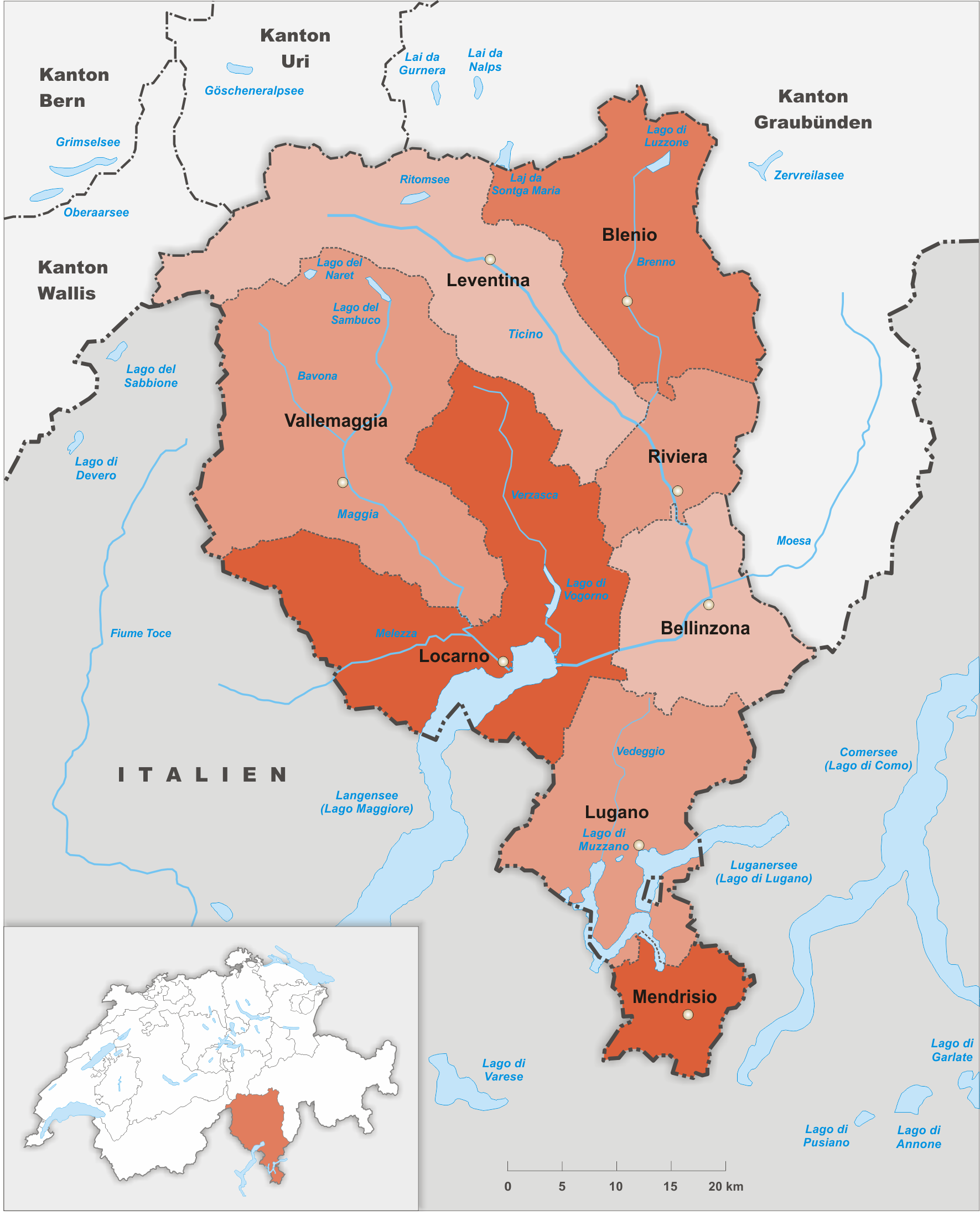
Carte du canton du Tessin présentant sa division en districts.

Cet article présente une liste des districts du canton du Tessin.

## Liste
En décembre 2008, le canton du Tessin compte 8 districts (distretto en italien, distretti au pluriel). Il compte aussi 38 cercles.
| Armoiries | Nom         | Chef-lieu  | N° OFS | Cercles | Communes | Population (décembre 2023) | Superficie (km2) | Densité (hab./km2) |
| --------- | ----------- | ---------- | ------ | ------- | -------- | -------------------------- | ---------------- | ------------------ |
|           | Bellinzone  | Bellinzone | B2101  | +03,    | +06,     | +057 616,                  | +0223,92         | 257                |
|           | Blenio      | Acquarossa | B2102  | +03,    | +03,     | +005 595,                  | +0360,57         | 16                 |
|           | Léventine   | Faido      | B2103  | +04,    | +08,     | +008 680,                  | +0479,66         | 18                 |
|           | Locarno     | Locarno    | B2104  | +07,    | +19,     | +064 597,                  | +0550,93         | 117                |
|           | Lugano      | Lugano     | B2105  | +12,    | +52,     | +154 448,                  | +0301,78         | 512                |
|           | Mendrisio   | Mendrisio  | B2106  | +05,    | +11,     | +050 352,                  | +0100,88         | 499                |
|           | Riviera     | Biasca     | B2107  | +01,    | +02,     | +010 398,                  | +0145,2          | 72                 |
|           | Vallemaggia | Cevio      | B2108  | +03,    | +08,     | +006 034,                  | +0569,34         | 11                 |
|           | Total       | Total      | Total  | +38,    | +111,    | +357 720,                  | +2 812,2         | 127                |

En plus de leurs communes, le district de Lugano comprend la comunanza Capriasca/Lugano et celui de Bellinzone celle de Cadenazzo/Monteceneri. Par ailleurs, le canton s'étend sur une partie des lacs de Lugano (29,95 km²) et Majeur (40,78 km²) qui n'appartient à aucun district (ou aucune commune) ; le total de superficie mentionné dans le tableau la prend en compte.